# ワクチン接種円滑化システム
ワクチン接種円滑化システム（ワクチンせっしゅえんかつかシステム、英語：Vaccination System）とは、日本国内における新型コロナウイルスの感染拡大を封じ込めるべく2021年（令和3年）に開始されるCOVID-19ワクチン接種にかかる業務を効率化するために開発されたシステム。略称、V-SYS（ブイシス）。

## 概要
国は、製薬会社や卸業者から供給されるワクチンの供給量を把握し、都道府県、市町村、医療機関単位での配分量を決定する。それらの情報を本システムを用いて一元的に管理する。また、ワクチンの配布後も接種状況の把握に本システムを用いる。なお、個人によるワクチンの接種予約はこのシステムからは行えないが、「コロナワクチンナビ（V-SYS公開サイト）を通して医療機関での接種状況や受付状況といった情報が一般向けに提供される。市町村で既に活用されている予防接種台帳や個人番号（マイナンバー）との連携も行われる。市町村で既に活用されている予防接種台帳や個人番号（マイナンバー）との連携も行われる。開発には野村総合研究所 (NRI) と日本電気 (NEC) が選定され、プラットフォームにはNECが提案したPaaSであるSalesforceを採用した。
医療従事者向けのワクチン先行接種が開始されることに伴い、2021年2月17日までに本システムは稼働を開始した。